# Tony Tan Keng Yam
Tony Tan Keng Yam (en chino tradicional, 陳慶炎; en chino simplificado, 陈庆炎; pinyin, Chén Qìngyán; pe̍h-ōe-jī, Tân Khèng-iām nacido el 7 de febrero de 1940 en Singapur) es un banquero, matemático y político singapurense. Fue elegido presidente de su país el 27 de agosto de 2011, ejerció el cargo desde el 1 de septiembre del mismo año hasta el 31 de agosto de 2017.

## Biografía
Tan estudió en dos escuelas dirigidas por los Hermanos de las Escuelas Cristianas (La Salle): St Joseph’s Institution y St Patrick’s School, para después licenciarse en física en la Universidad Nacional de Singapur, y obtuvo el doctorado en matemática aplicada en la Universidad de Adelaida. Regresó a la Universidad Nacional de Singapur donde dio conferencias en matemáticas.
En 1969 dejó la universidad para dedicarse a la actividad privada como banquero. Lo hizo hasta 1979, cuando comenzó su carrera política.
Hasta el 1 de julio de 2011, fue director Ejecutivo y vicepresidente de la Government of Singapore Investment Corporation (GIC) y presidente de la Singapore Press Holdings Limited (SPH), una empresa dedicada a los medios. También se desempeña como presidente de la Fundación Nacional de Investigación de Singapur y el vicepresidente del Consejo de Investigación, Innovación y Empresa.
En agosto de 2011, Tan ganó las elecciones presidenciales con un margen de 0,34%. Fue investido como el 7.º. Presidente de Singapur el 1 de septiembre de 2011.